# سالم مطر العيساوي
سالم مطر عبد حسن سياسي عراقي من مواليد عام 1972، حاصل على شهادة الماجستير، وهو عضو سابق في مجلس محافظة الانبار (2010-2014) ونائب في مجلس النواب العراقي وقيادي في جبهة الحوار الوطني عن محافظة الانبار في دورته الثالثة (2014-2018) وعضو مجلس النواب العراقي في دورته الحاليه. مرشح حالي لرئاسة البرلمان ومدعوم من قبل خميس الخنجر وكتلة الاطار.